# Denel PAW-20 Neopup
Denel PAW-20 albo Neopup jest granatnikiem zaprojektowanym przez firmy Neopup i Gemaco Elbree Pty Ltd przy współpracy z Pretoria Metal Pressing (producent amunicji). Działa na zasadzie odrzutu zamka swobodnego. Zasilany jest amunicją 20 × 42 mm, która powstała poprzez osadzenie pocisku w skróconej łusce naboju 20 × 82 mm.